# Vela ai Giochi della XI Olimpiade - O-Jolle
La competizione della classe O-Jolle  di vela ai Giochi della XI Olimpiade si è svolta nei giorni dal 4 al 10 agosto 1936 al Kieler Förde (Baia di Kiel).

## Partecipanti
| Nazione        | Skipper (Riserva)                     |
| -------------- | ------------------------------------- |
| Austria        | Dietz Angerer                         |
| Belgio         | Albert Van Den Abeele                 |
| Brasile        | Walter Heuer                          |
| Canada         | Reg Dixon                             |
| Cecoslovacchia | Miloslav Brepta (Vítězslav Pavlousek) |
| Cile           | Erich Wichmann-Harbeck                |
| Danimarca      | Sigurd Christensen                    |
| Estonia        | Erik Holst                            |
| Finlandia      | René Nyman                            |
| Francia        | Jacques Lebrun                        |
| Germania       | Werner Krogmann                       |
| Giappone       | Norio Fujimura                        |
| Gran Bretagna  | Peter Scott                           |
| Italia         | Giuseppe Fago                         |
| Jugoslavia     | Karlo Bauman                          |
| Norvegia       | Thor Thorvaldsen                      |
| Paesi Bassi    | Daan Kagchelland                      |
| Polonia        | Leon Jensz (Jerzy Dzięcioł)           |
| Portogallo     | Ernesto Mendonça                      |
| Stati Uniti    | Frank Jewett                          |
| Svezia         | Charles Eriksson (Anton Ström)        |
| Svizzera       | Willy Pieper                          |
| Turchia        | Demir Turgut                          |
| Ungheria       | Tibor Heinrich von Omorovicza         |
| Uruguay        | Eugenio Lauz                          |

## Risultati
| Regata 1 4 agosto | Regata 1 4 agosto | Regata 1 4 agosto | Regata 1 4 agosto | Regata 2 5 agosto | Regata 2 5 agosto | Regata 2 5 agosto | Regata 2 5 agosto | Regata 3 6 agosto | Regata 3 6 agosto | Regata 3 6 agosto | Regata 3 6 agosto | Regata 4 7 agosto | Regata 4 7 agosto | Regata 4 7 agosto | Regata 4 7 agosto |
| Pos.              | Nazione           | Tempo             | Punti             | Pos.              | Nazione           | Tempo             | Punti             | Pos.              | Nazione           | Tempo             | Punti             | Pos.              | Nazione           | Tempo             | Punti             |
| ----------------- | ----------------- | ----------------- | ----------------- | ----------------- | ----------------- | ----------------- | ----------------- | ----------------- | ----------------- | ----------------- | ----------------- | ----------------- | ----------------- | ----------------- | ----------------- |
| 1                 | Gran Bretagna     | 1-30:43           | 25                | 1                 | Paesi Bassi       | 1-23:44           | 25                | 1                 | Paesi Bassi       | 1-28:20           | 25                | 1                 | Norvegia          | 1-48:08           | 25                |
| 2                 | Germania          | 1-31:00           | 24                | 2                 | Gran Bretagna     | 1-24:04           | 24                | 2                 | Gran Bretagna     | 1-28:38           | 24                | 2                 | Uruguay           | 1-48:20           | 24                |
| 3                 | Cile              | 1-32:17           | 23                | 3                 | Polonia           | 1-24:38           | 23                | 3                 | Germania          | 1-28:59           | 23                | 3                 | Canada            | 1-48:40           | 23                |
| 4                 | Paesi Bassi       | 1-32:29           | 22                | 4                 | Germania          | 1-25:15           | 22                | 4                 | Cile              | 1-30:14           | 22                | 4                 | Italia            | 1-49:23           | 22                |
| 5                 | Danimarca         | 1-34:16           | 21                | 5                 | Italia            | 1-25:31           | 21                | 5                 | Francia           | 1-31:48           | 21                | 5                 | Finlandia         | 1-49:42           | 21                |
| 6                 | Svezia            | 1-35:31           | 20                | 6                 | Estonia           | 1-25:37           | 20                | 6                 | Stati Uniti       | 1-31:57           | 20                | 6                 | Paesi Bassi       | 1-50:06           | 20                |
| 7                 | Francia           | 1-36:04           | 19                | 7                 | Danimarca         | 1-25:54           | 19                | 7                 | Estonia           | 1-32:26           | 19                | 7                 | Gran Bretagna     | 1-50:28           | 19                |
| 8                 | Austria           | 1-36:13           | 18                | 8                 | Cile              | 1-26:16           | 18                | 8                 | Jugoslavia        | 1-33:11           | 18                | 8                 | Svizzera          | 1-51:06           | 18                |
| 9                 | Finlandia         | 1-36:28           | 17                | 9                 | Svezia            | 1-26:58           | 17                | 9                 | Ungheria          | 1-33:17           | 17                | 9                 | Germania          | 1-51:09           | 17                |
| 10                | Portogallo        | 1-37:38           | 16                | 10                | Stati Uniti       | 1-27:22           | 16                | 10                | Portogallo        | 1-33:44           | 16                | 10                | Turchia           | 1-51:10           | 16                |
| 11                | Canada            | 1-37:54           | 15                | 11                | Giappone          | 1-27:32           | 15                | 11                | Canada            | 1-33:53           | 15                | 11                | Svezia            | 1-51:11           | 15                |
| 12                | Ungheria          | 1-38:10           | 14                | 12                | Cecoslovacchia    | 1-27:47           | 14                | 12                | Uruguay           | 1-34:27           | 14                | 12                | Austria           | 1-51:17           | 14                |
| 13                | Svizzera          | 1-38:12           | 13                | 13                | Francia           | 1-27:49           | 13                | 13                | Svizzera          | 1-34:27           | 13                | 13                | Polonia           | 1-51:34           | 13                |
| 14                | Italia            | 1-38:59           | 12                | 14                | Canada            | 1-27:59           | 12                | 14                | Finlandia         | 1-34:40           | 12                | 14                | Brasile           | 1-51:39           | 12                |
| 15                | Uruguay           | 1-39:40           | 11                | 15                | Jugoslavia        | 1-28:14           | 11                | 15                | Svezia            | 1-35:01           | 11                | 15                | Stati Uniti       | 1-51:48           | 11                |
| 16                | Norvegia          | 1-39:58           | 10                | 16                | Uruguay           | 1-28:29           | 10                | 16                | Giappone          | 1-35:06           | 10                | 16                | Ungheria          | 1-52:23           | 10                |
| 17                | Stati Uniti       | 1-40:13           | 9                 | 17                | Austria           | 1-29:24           | 9                 | 17                | Norvegia          | 1-35:21           | 9                 | 17                | Belgio            | 1-53:29           | 9                 |
| 18                | Polonia           | 1-43:05           | 8                 | 18                | Belgio            | 1-29:51           | 8                 | 18                | Polonia           | 1-36:04           | 8                 | 18                | Francia           | 1-53:52           | 8                 |
| 19                | Jugoslavia        | 1-43:44           | 7                 | 19                | Svizzera          | 1-30:27           | 7                 | 19                | Turchia           | 1-36:20           | 7                 | 19                | Portogallo        | 1-54:05           | 7                 |
| 20                | Turchia           | 1-43:52           | 6                 | 20                | Portogallo        | 1-30:43           | 6                 | 20                | Belgio            | 1-36:59           | 6                 | 20                | Danimarca         | 1-54:19           | 6                 |
| 21                | Brasile           | 1-44:05           | 5                 | 21                | Brasile           | 1-30:59           | 5                 | 21                | Cecoslovacchia    | 1-37:44           | 5                 | 21                | Estonia           | 1-54:34           | 5                 |
| 22                | Giappone          | 1-49:07           | 4                 | -                 | Ungheria          | DNF               | 0                 | 22                | Brasile           | 1-42:56           | 4                 | 22                | Giappone          | 1-54:38           | 4                 |
| -                 | Estonia           | DNF               | 0                 | -                 | Turchia           | DNF               | 0                 | -                 | Austria           | DQ                | 0                 | 23                | Cile              | 1-57:30           | 3                 |
| -                 | Cecoslovacchia    | DQ                | 0                 | -                 | Norvegia          | DQ                | 0                 | -                 | Danimarca         | DQ                | 0                 | 24                | Cecoslovacchia    | 1-58:35           | 2                 |
| -                 | Belgio            | DNS               | 0                 | -                 | Finlandia         | DNS               | 0                 | -                 | Italia            | DNF               | 0                 | -                 | Jugoslavia        | DNF               | 0                 |

| Regata 5 8 agosto | Regata 5 8 agosto | Regata 5 8 agosto | Regata 5 8 agosto | Regata 6 9 agosto | Regata 6 9 agosto | Regata 6 9 agosto | Regata 6 9 agosto | Regata 7 10 agosto | Regata 7 10 agosto | Regata 7 10 agosto | Regata 7 10 agosto |
| Pos.              | Nazione           | Tempo             | Punti             | Pos.              | Nazione           | Tempo             | Punti             | Pos.               | Nazione            | Tempo              | Punti              |
| ----------------- | ----------------- | ----------------- | ----------------- | ----------------- | ----------------- | ----------------- | ----------------- | ------------------ | ------------------ | ------------------ | ------------------ |
| 1                 | Germania          | 1-27:08           | 25                | 1                 | Paesi Bassi       | 1-33:39           | 25                | 1                  | Cile               | 1-26:18            | 25                 |
| 2                 | Paesi Bassi       | 1-27:51           | 24                | 2                 | Norvegia          | 1-34:09           | 24                | 2                  | Austria            | 1-26:56            | 24                 |
| 3                 | Gran Bretagna     | 1-28:12           | 23                | 3                 | Italia            | 1-34:17           | 23                | 3                  | Francia            | 1-27:53            | 23                 |
| 4                 | Svezia            | 1-28:58           | 22                | 4                 | Ungheria          | 1-34:29           | 22                | 4                  | Paesi Bassi        | 1-27:58            | 22                 |
| 5                 | Austria           | 1-29:02           | 21                | 5                 | Svizzera          | 1-35:06           | 21                | 5                  | Ungheria           | 1-27:59            | 21                 |
| 6                 | Cile              | 1-29:14           | 20                | 6                 | Germania          | 1-35:17           | 20                | 6                  | Stati Uniti        | 1-28:01            | 20                 |
| 7                 | Italia            | 1-29:15           | 19                | 7                 | Cile              | 1-35:41           | 19                | 7                  | Germania           | 1-28:33            | 19                 |
| 8                 | Ungheria          | 1-29:24           | 18                | 8                 | Danimarca         | 1-36:00           | 18                | 8                  | Italia             | 1-29:37            | 18                 |
| 9                 | Norvegia          | 1-29:32           | 17                | 9                 | Estonia           | 1-36:06           | 17                | 9                  | Turchia            | 1-29:50            | 17                 |
| 10                | Danimarca         | 1-29:44           | 16                | 10                | Gran Bretagna     | 1-36:15           | 16                | 10                 | Uruguay            | 1-29:59            | 16                 |
| 11                | Finlandia         | 1-29:53           | 15                | 11                | Finlandia         | 1-36:27           | 15                | 11                 | Svizzera           | 1-30:19            | 15                 |
| 12                | Francia           | 1-30:29           | 14                | 12                | Turchia           | 1-36:35           | 14                | 12                 | Belgio             | 1-30:42            | 14                 |
| 13                | Estonia           | 1-30:47           | 13                | 13                | Stati Uniti       | 1-37:26           | 13                | 13                 | Finlandia          | 1-30:48            | 13                 |
| 14                | Svizzera          | 1-31:13           | 12                | 14                | Giappone          | 1-37:32           | 12                | 14                 | Danimarca          | 1-30:58            | 12                 |
| 15                | Uruguay           | 1-31:37           | 11                | 15                | Francia           | 1-37:54           | 11                | 15                 | Portogallo         | 1-31:05            | 11                 |
| 16                | Jugoslavia        | 1-31:18           | 10                | 16                | Jugoslavia        | 1-38:06           | 10                | 16                 | Canada             | 1-31:09            | 10                 |
| 17                | Belgio            | 1-31:53           | 9                 | 17                | Brasile           | 1-38:18           | 9                 | 17                 | Jugoslavia         | 1-31:14            | 9                  |
| 18                | Stati Uniti       | 1-31:58           | 8                 | 18                | Belgio            | 1-38:36           | 8                 | 18                 | Norvegia           | 1-31:17            | 8                  |
| 19                | Polonia           | 1-31:59           | 7                 | 19                | Canada            | 1-39:48           | 7                 | 19                 | Svezia             | 1-31:59            | 7                  |
| 20                | Portogallo        | 1-32:20           | 6                 | 20                | Polonia           | 1-40:02           | 6                 | 20                 | Polonia            | 1-32:32            | 6                  |
| 21                | Giappone          | 1-33:03           | 5                 | 21                | Uruguay           | 1-40:04           | 5                 | 21                 | Giappone           | 1-32:40            | 5                  |
| 22                | Cecoslovacchia    | 1-33:07           | 4                 | 22                | Cecoslovacchia    | 1-44:11           | 4                 | 22                 | Estonia            | 1-33:29            | 4                  |
| 23                | Turchia           | 1-33:09           | 3                 | -                 | Austria           | DQ                | 0                 | 23                 | Brasile            | 1-33:44            | 3                  |
| 24                | Canada            | 1-34:26           | 2                 | -                 | Portogallo        | DNF               | 0                 | 24                 | Cecoslovacchia     | 1-34:38            | 2                  |
| 25                | Brasile           | 1-36:01           | 1                 | -                 | Svezia            | DNF               | 0                 | -                  | Gran Bretagna      | DNF                | 0                  |

## Classifica finale
| Pos.    | Skipper (Riserva)                     | Nazione        | Punti Totali | Punti ottenuti nelle regate | Punti ottenuti nelle regate | Punti ottenuti nelle regate | Punti ottenuti nelle regate | Punti ottenuti nelle regate | Punti ottenuti nelle regate | Punti ottenuti nelle regate |
| Pos.    | Skipper (Riserva)                     | Nazione        | Punti Totali | 1                           | 2                           | 3                           | 4                           | 5                           | 6                           | 7                           |
| ------- | ------------------------------------- | -------------- | ------------ | --------------------------- | --------------------------- | --------------------------- | --------------------------- | --------------------------- | --------------------------- | --------------------------- |
| Oro     | Daan Kagchelland                      | Paesi Bassi    | 163          | 22                          | 25                          | 25                          | 20                          | 24                          | 25                          | 22                          |
| Argento | Werner Krogmann                       | Germania       | 150          | 24                          | 22                          | 23                          | 17                          | 25                          | 20                          | 19                          |
| Bronzo  | Peter Scott                           | Gran Bretagna  | 131          | 25                          | 24                          | 24                          | 19                          | 23                          | 16                          | 0                           |
| 4       | Erich Wichmann-Harbeck                | Cile           | 130          | 23                          | 18                          | 22                          | 3                           | 20                          | 19                          | 25                          |
| 5       | Giuseppe Fago                         | Italia         | 115          | 12                          | 21                          | 0                           | 22                          | 19                          | 23                          | 18                          |
| 6       | Jacques Lebrun                        | Francia        | 109          | 19                          | 13                          | 21                          | 8                           | 14                          | 11                          | 23                          |
| 7       | Tibor Heinrich von Omorovicza         | Ungheria       | 102          | 14                          | 0                           | 17                          | 10                          | 18                          | 22                          | 21                          |
| 8       | Willy Pieper                          | Svizzera       | 99           | 13                          | 7                           | 13                          | 18                          | 12                          | 21                          | 15                          |
| 9       | Frank Jewett                          | Stati Uniti    | 97           | 9                           | 16                          | 20                          | 11                          | 8                           | 13                          | 20                          |
| 10      | Thor Thorvaldsen                      | Norvegia       | 93           | 10                          | 0                           | 9                           | 25                          | 17                          | 24                          | 8                           |
| 10      | René Nyman                            | Finlandia      | 93           | 17                          | 0                           | 12                          | 21                          | 15                          | 15                          | 13                          |
| 12      | Charles Eriksson (Anton Ström)        | Svezia         | 92           | 20                          | 17                          | 11                          | 15                          | 22                          | 0                           | 7                           |
| 12      | Sigurd Christensen                    | Danimarca      | 92           | 21                          | 19                          | 0                           | 6                           | 16                          | 18                          | 12                          |
| 14      | Eugenio Lauz                          | Uruguay        | 91           | 11                          | 10                          | 14                          | 24                          | 11                          | 5                           | 16                          |
| 15      | Dietz Angerer                         | Austria        | 86           | 18                          | 9                           | 0                           | 14                          | 21                          | 0                           | 24                          |
| 16      | Reg Dixon                             | Canada         | 84           | 15                          | 12                          | 15                          | 23                          | 2                           | 7                           | 10                          |
| 17      | Erik Holst                            | Estonia        | 78           | 0                           | 20                          | 19                          | 5                           | 13                          | 17                          | 4                           |
| 18      | Leon Jensz (Jerzy Dzięcioł)           | Polonia        | 71           | 8                           | 23                          | 8                           | 13                          | 7                           | 6                           | 6                           |
| 19      | Karlo Bauman                          | Jugoslavia     | 65           | 7                           | 11                          | 18                          | 0                           | 10                          | 10                          | 9                           |
| 20      | Demir Turgut                          | Turchia        | 63           | 6                           | 0                           | 7                           | 16                          | 3                           | 14                          | 17                          |
| 21      | Ernesto Mendonça                      | Portogallo     | 62           | 16                          | 6                           | 16                          | 7                           | 6                           | 0                           | 11                          |
| 22      | Norio Fujimura                        | Giappone       | 55           | 4                           | 15                          | 10                          | 4                           | 5                           | 12                          | 5                           |
| 23      | Albert Van Den Abeele                 | Belgio         | 54           | 0                           | 8                           | 6                           | 9                           | 9                           | 8                           | 14                          |
| 24      | Walter Heuer                          | Brasile        | 39           | 5                           | 5                           | 4                           | 12                          | 1                           | 9                           | 3                           |
| 25      | Miloslav Brepta (Vítězslav Pavlousek) | Cecoslovacchia | 31           | 0                           | 14                          | 5                           | 2                           | 4                           | 4                           | 2                           |